# 都道府県対抗全日本中学生ソフトテニス大会
都道府県対抗全日本中学生ソフトテニス大会（とどうふけんたいこうぜんにほんちゅうがくせいソフトテニスたいかい）は、日本の中学校ソフトテニス大会の一つ。

## 概要
- 競技は、男女の団体戦、および男女個人戦（ダブルス、2013よりシングルスも）が行われる。
- 1990年（平成2年）より毎年2月または3月に、三重県伊勢市で開催されている。
- 会場は三重県営サンアリーナ、三重県営総合競技場体育館、伊勢市市営庭球場である。
- 主催：伊勢市、伊勢市教育委員会、日本ソフトテニス連盟
- 後援：総務省、スポーツ庁、地域活性化センター、日本スポーツ協会、日本中学校体育連盟、三重県、三重県教育委員会、三重県スポーツ協会、三重県中学校校長会、三重県中学校体育連盟、伊勢市スポーツ協会、伊勢市観光協会、伊勢志摩観光コンベンション機構
- 主管：都道府県対抗全日本中学生ソフトテニス大会実行委員会

## 歴代上位（団体）
| 回 | 開催年 | 男子     | 男子     | 男子     | 男子   |  | 女子     | 女子     | 女子     | 女子     |
| 回 | 開催年 | 第1位    | 第2位    | 第3位    | 第3位  |  | 第1位    | 第2位    | 第3位    | 第3位    |
| -- | ------ | -------- | -------- | -------- | ------ |  | -------- | -------- | -------- | -------- |
| 1  | 1990年 | 和歌山県 | 兵庫県   | 愛媛県   | 愛知県 |  | 静岡県   | 鳥取県   | 福島県   | 滋賀県   |
| 2  | 1991年 | 愛知県   | 徳島県   | 和歌山県 | 群馬県 |  | 広島県   | 長崎県   | 山口県   | 岡山県   |
| 3  | 1992年 | 埼玉県   | 神奈川県 | 大分県   | 大阪府 |  | 北海道   | 徳島県   | 奈良県   | 東京都   |
| 4  | 1993年 | 広島県   | 三重県   | 宮崎県   | 北海道 |  | 広島県   | 滋賀県   | 三重県   | 奈良県   |
| 5  | 1994年 | 石川県   | 山口県   | 埼玉県   | 福岡県 |  | 東京都   | 石川県   | 長野県   | 鹿児島県 |
| 6  | 1995年 | 奈良県   | 兵庫県   | 石川県   | 大分県 |  | 長野県   | 三重県   | 石川県   | 鳥取県   |
| 7  | 1996年 | 長野県   | 北海道   | 岡山県   | 福島県 |  | 石川県   | 茨城県   | 奈良県   | 岡山県   |
| 8  | 1997年 | 鳥取県   | 熊本県   | 香川県   | 佐賀県 |  | 埼玉県   | 徳島県   | 三重県   | 福井県   |
| 9  | 1998年 | 三重県   | 和歌山県 | 石川県   | 静岡県 |  | 三重県   | 埼玉県   | 和歌山県 | 北海道   |
| 10 | 1999年 | 石川県   | 福島県   | 徳島県   | 広島県 |  | 和歌山県 | 北海道   | 奈良県   | 新潟県   |
| 11 | 2000年 | 愛知県   | 北海道   | 愛媛県   | 岡山県 |  | 北海道   | 三重県   | 新潟県   | 奈良県   |
| 12 | 2001年 | 北海道   | 兵庫県   | 和歌山県 | 徳島県 |  | 北海道   | 東京都   | 佐賀県   | 岡山県   |
| 13 | 2002年 | 岡山県   | 三重県   | 島根県   | 広島県 |  | 岡山県   | 福島県   | 滋賀県   | 大阪府   |
| 14 | 2003年 | 愛知県   | 宮崎県   | 石川県   | 福島県 |  | 愛知県   | 岡山県   | 山形県   | 佐賀県   |
| 15 | 2004年 | 奈良県   | 岡山県   | 山形県   | 新潟県 |  | 和歌山県 | 鳥取県   | 広島県   | 福島県   |
| 16 | 2005年 | 奈良県   | 石川県   | 岡山県   | 広島県 |  | 三重県   | 和歌山県 | 富山県   | 奈良県   |
| 17 | 2006年 | 奈良県   | 熊本県   | 島根県   | 群馬県 |  | 大阪府   | 愛知県   | 宮城県   | 徳島県   |
| 18 | 2007年 | 岡山県   | 大分県   | 福島県   | 新潟県 |  | 愛知県   | 岡山県   | 鳥取県   | 奈良県   |
| 19 | 2008年 | 三重県   | 奈良県   | 愛媛県   | 新潟県 |  | 奈良県   | 岡山県   | 東京都   | 福島県   |
| 20 | 2009年 | 山口県   | 奈良県   | 兵庫県   | 三重県 |  | 奈良県   | 兵庫県   | 静岡県   | 鳥取県   |
| 21 | 2010年 | 和歌山県 | 岡山県   | 奈良県   | 兵庫県 |  | 鳥取県   | 和歌山県 | 奈良県   | 大阪府   |
| 23 | 2012年 | 福岡県   | 和歌山県 | 岡山県   | 富山県 |  | 大阪府   | 新潟県   | 鳥取県   | 群馬県   |
| 24 | 2013年 | 島根県   | 岐阜県   | 香川県   | 宮崎県 |  | 新潟県   | 奈良県   | 愛媛県   | 大阪府   |
| 25 | 2014年 | 石川県   | 新潟県   | 富山県   | 福岡県 |  | 兵庫県   | 和歌山県 | 福島県   | 北海道   |
| 26 | 2015年 | 福島県   | 宮崎県   | 茨城県   | 奈良県 |  | 兵庫県   | 福岡県   | 新潟県   | 東京都   |
| 27 | 2016年 | 兵庫県   | 奈良県   | 宮崎県   | 埼玉県 |  | 和歌山県 | 群馬県   | 東京都   | 広島県   |

第22回大会（2011年）は東日本大震災、第31回大会（2020年）・第32回大会（2021年）・第33回大会（2022年）は新型コロナウイルスの影響で中止。